# Rebordosa
Rebordosa ist eine Gemeinde und Stadt im Kreis Paredes des Distrikts Porto in Portugal. Die Stadt hat 8496 Einwohner (Stand 19. April 2021).
Der Ort wurde am 28. Juni 1984 zur Vila (Kleinstadt) und am 26. August 2003 zur Cidade (Stadt) erhoben. 
Der 1966 gegründete Rebordosa AC ist der wichtigste Sportverein der Gemeinde und vor allem für seine Fußballabteilung bekannt. Sie tritt in der untersten überregionalen Spielklasse an, der 4. Liga namens Campeonato de Portugal (Stand Saison 2024/25), und trägt ihre Heimspiele im 12.000 Zuschauer fassenden Estádio Monte de Azevido aus, Teil des Complexo Desportivo Monte de Azevido.

## Söhne und Töchter der Stadt
- Cândido Barbosa (* 1974), Radrennfahrer
- Xeka (eigentlich Miguel Angelo da Silva Rocha, * 1994), Fußballspieler